# 基斯利齊亞
45°24′53″N 29°2′40″E / 45.41472°N 29.04444°E
基斯利齊亞（烏克蘭語：Кислиця）是位於烏克蘭西南部的村莊，由敖德萨州伊茲梅爾區的薩夫亞尼市鎮負責管轄。該村始建於1807年，面積4.35平方公里，海拔高度12米，2001年人口2,973，人口密度每平方公里683.45人。